# Anders Lassen
Anders Frederik Emil Victor Schau Lassen VC, MC & Two Bars, danski častnik in operativec, * 22. september 1920, † 9. april 1945.
Major Lassen je bil pripadnik Kraljeve danske vojne mornarice ob začetku druge svetovne vojne.
Leta 1940 se je pridružil Britanski kopenski vojski in se prostovoljno prijavil v komandose.
Dodeljen je bil SSRF; maja 1943 je bil premeščen na Bližnji vzhod kot pripadnik D eskadrona 1. SAS polka; tu je deloval v sestavi SBSa.
Aprila 1945 se je boril pri kraju Comacchio, kjer je sam napadel 3 nemške položaje, uničil 2, dokler ga ni posadka tretjega smrtno ranila. Kljub temu je še naprej streljal, da se je lahko njegova enota umaknila. Za to dejanje je prejel Viktorijin križec.

## Odlikovanja
- Viktorijin križec (april 1945)